# Glenn Corbett
Glenn Corbett, właśc. Glenn Edwin Rothenburg (ur. 17 sierpnia 1933 w El Monte, zm. 16 stycznia 1993 w San Antonio) – amerykański aktor filmowy i telewizyjny.

## Życiorys

### Wczesne lata
Urodzony w El Monte w Kalifornii jako syn mechanika Johna Rothenburga, w wieku dwóch lat zamieszkał u dziadków. Ukończył Glendale Junior College. Później dołączył do Seabees i w latach służby w marynarce wojennej poznał swoją przyszłą żonę, Judith Z. Daniels, którą poślubił 3 sierpnia 1957 roku i miał dwójkę dzieci: syna Jasona (ur. 1960) i córkę Jocelyn (ur. 1961).

### Kariera
Uczęszczał do Occidental College w Los Angeles, gdzie występował w studenckich produkcjach teatralnych. Debiutował na kinowym ekranie w roli detektywa sierżanta Charliego Bancrofta w dramacie noir The Crimson Kimono (1959). Potem wystąpił w dramacie sensacyjno-przygodowym Szkarłatna rzeka (The Pirates of Blood River, 1962) jako Henry i westernie Wielki Jake (Big Jake, 1971) w roli O’Briena z Johnem Wayne. W operze mydlanej CBS Dallas (1983–84, 1986–90) pojawił się jako Paul Morgan. Ostatnią jego rolą był Al Finch Sr. w dramacie sensacyjnym Cień władzy (Shadow Force, 1992) u boku Dirka Benedicta i Boba Hastingsa.
Zmarł na raka płuc w San Antonio w Teksasie.

## Filmografia
- Route 66 (1963–64) jako Linc Case
- Gunsmoke (1964) jako Dan Collins
- Bonanza (1965) jako wielebny Paul Watson
- Shenandoah (1965) jako Jacob Anderson
- Star Trek (1967) jako Zefram Cochrane
- Chisum (1970) jako Pat Garrett
- Gunsmoke (1971) jako zabójca Phoenix
- Bonanza (1971) jako Howie Landis
- Tatort (1973) jako Sandy
- Barnaby Jones (1973) jako Charlie Cort
- Ulice San Francisco (1974) jako Paul Wallach
- Gunsmoke (1974) jako Hargraves
- Sierżant Anderson (1975) jako Jerry Woolard
- Bitwa o Midway (Midway, 1976) jako dowódca porucznik John C. Waldron
- The Doctors (1976–82) jako Jason Aldrich
- Barnaby Jones (1979) jako Darryl Enders / Eddie Woods
- Żar młodości (1983) jako James Lake
- Dallas (1983–84, 1986–90) jako Paul Morgan